# Marie Troost

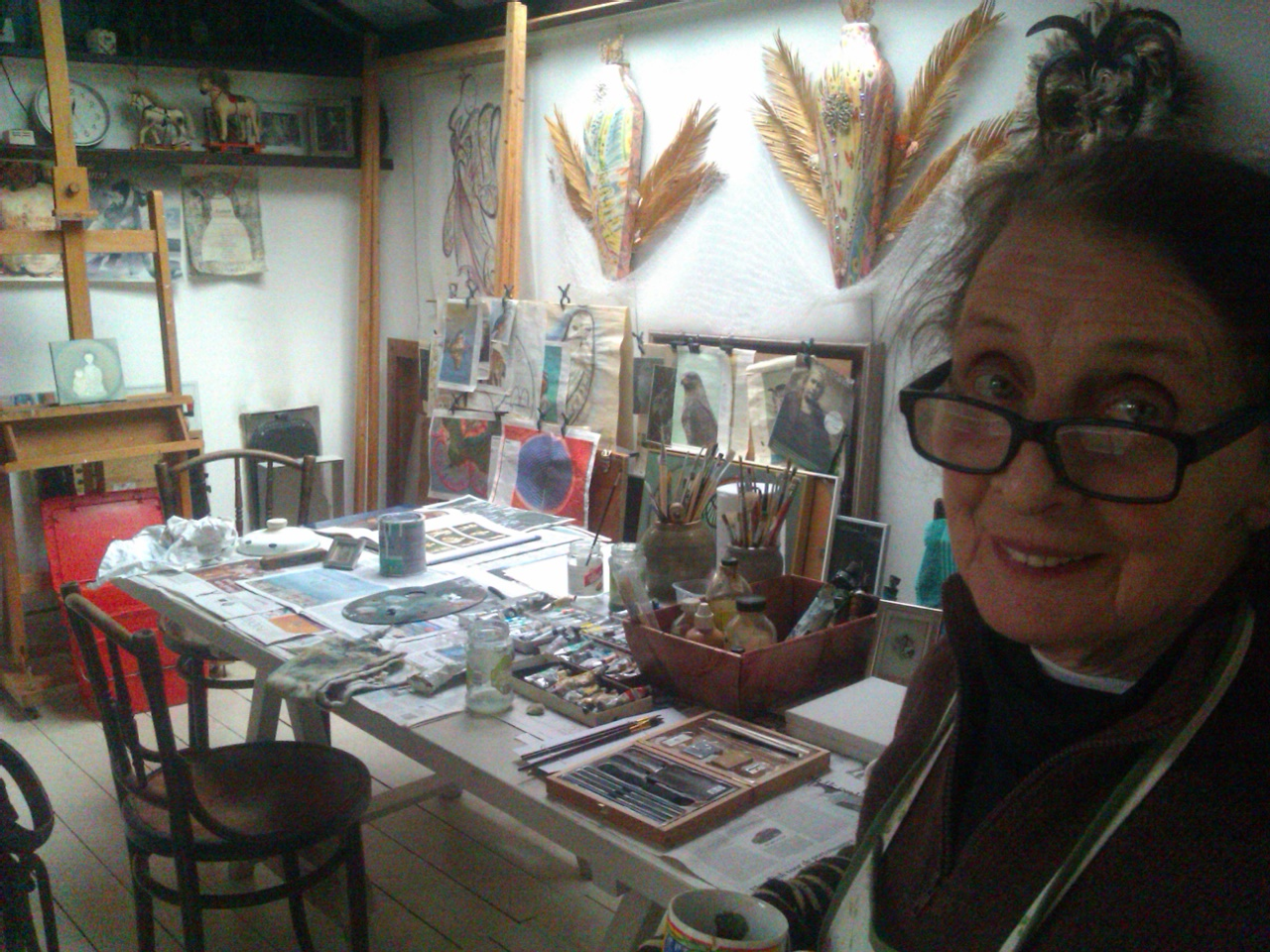
Marie Troost in 2015.

Marie Troost (Amsterdam, 1936) is een Nederlands textielkunstenaar en schilderes.
Troost genoot haar opleiding aan de Rietveld Academie in Amsterdam en specialiseerde zich in textiele vormgeving. Haar werk is zowel qua onderwerpen als qua materiaalgebruik divers te noemen. Behalve textiele applicaties als wandkleden, gouaches en overige naaldwerken, heeft ze ook olieverfschilderijen en pastels vervaardigd. Het bekendst is Troost als ontwerpster van de animatiepop Meneer de Uil. Zij gaf die vorm in de zomer van 1967 in opdracht van Thijs Chanowski Productions voor De Fabeltjeskrant. Een nieuw kinderprogramma op tv, waarvan Leen Valkenier geestelijk vader was. Een vervolgopdracht om andere personages te ontwerpen voor deze kinderserie sloeg zij destijds af.
In de jaren zestig en zeventig was zij tevens, als docente, verbonden aan "de Werkschuit", een landelijk opererende organisatie ter bevordering van kunsteducatie aan onder meer scholen en instellingen. In de jaren negentig heeft zij zich actief ingezet de beeldende kunst op de Utrechtse Heuvelrug te stimuleren. Zo was zij medeoprichter van "Stichting Ateliers Driebergen (SAD)", een stichting die de productie en verkoop van kunst in die regio bevordert. 